# Massif de la Hotte
Massif de la Hotte – pasmo górskie znajdujące się w zachodniej części Półwyspu Tiburon w Haiti.
Góra położona jest w strefie międzyzwrotnikowej i jest porośnięta niskim lasem mglistym. Najwyższym punktem pasma górskiego jest szczyt Pic Macaya o wysokości 2347 m n.p.m. Region Massif de la Hotte jest jednym z najbardziej zróżnicowanym biologicznie, przez co znaczącym obszarem całej Hispanioli, ponieważ występują tam liczne endemiczne siedliska gatunków ptaków, gadów, płazów oraz roślin. Występują tam 13 najbardziej krytycznie zagrożonych gatunków płazów w Hispanioli. Na obszarze góry w 1984 roku utworzono Park Narodowy Pic Macaya.